# Route nationale 484
Pour les articles homonymes, voir Route 484.
 (décembre 2023).
Si vous disposez d'ouvrages ou d'articles de référence ou si vous connaissez des sites web de qualité traitant du thème abordé ici, merci de compléter l'article en donnant les références utiles à sa vérifiabilité et en les liant à la section « Notes et références ».
La Route nationale 484 ou RN 484 était une courte route nationale française reliant Montcenis à Perreuil et traversant de long en large Le Creusot. À la suite de la réforme de 1972, elle a été déclassée en RD 984.

## Ancien tracé de Montcenis à Perreuil (D 984)
- Montcenis
- Le Creusot
- Perreuil (RN 74)

La longueur totale atteint à peine 23 km.